# ブルーバック
ブルーバック (Blue back) とは、映像、表示などにおいて、背景（バックグラウンド）が青い色をしている状態のこと。青い背景は、様々な分野で異なった目的、状況で用いられている。
- 画像の合成を前提とした素材の撮影時に、青い背景を用いる技術のこと。青の代わりに緑色を使う場合はグリーンバックと呼ばれる。本稿で解説。
- スライド映写用のフィルムの種類で、青い地に白い文字を使ったスライドのこと。ブルースライドとも呼ばれる。白黒フィルムを専用のジアゾフィルムに転写して作成する。安価でコントラストが高く、文字、図表などが見やすい。コンピュータ出力によるカラースライドフィルム作成が一般化する前によく用いられた。

## ブルーバック (SFX)

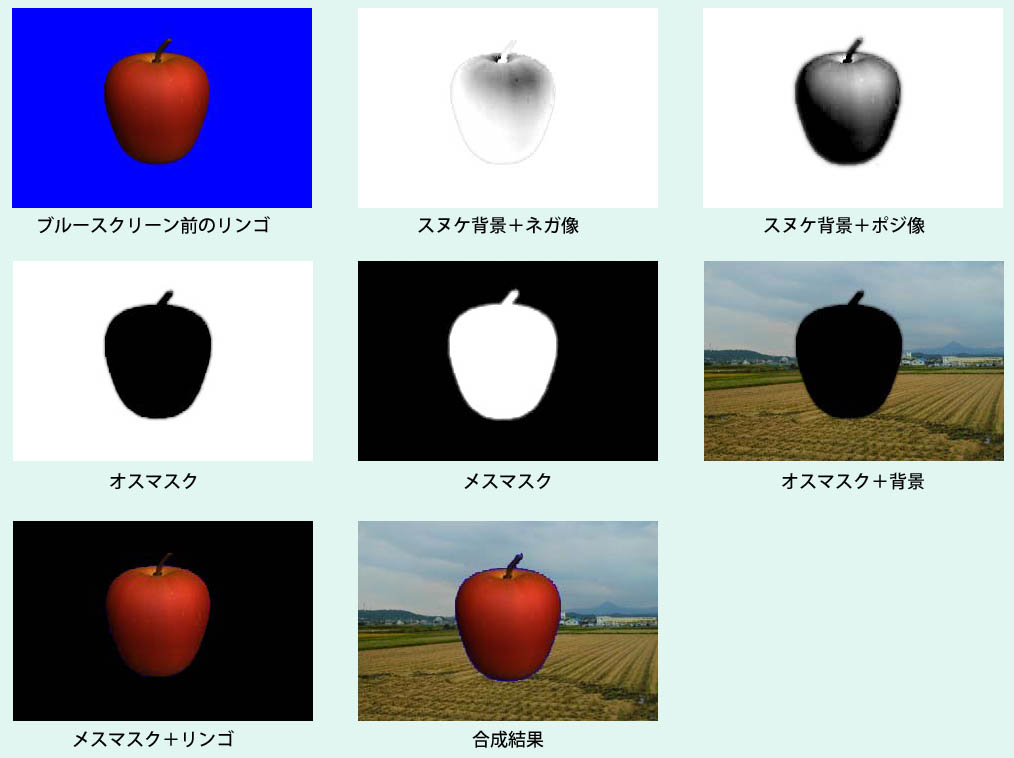
ブルーバック合成

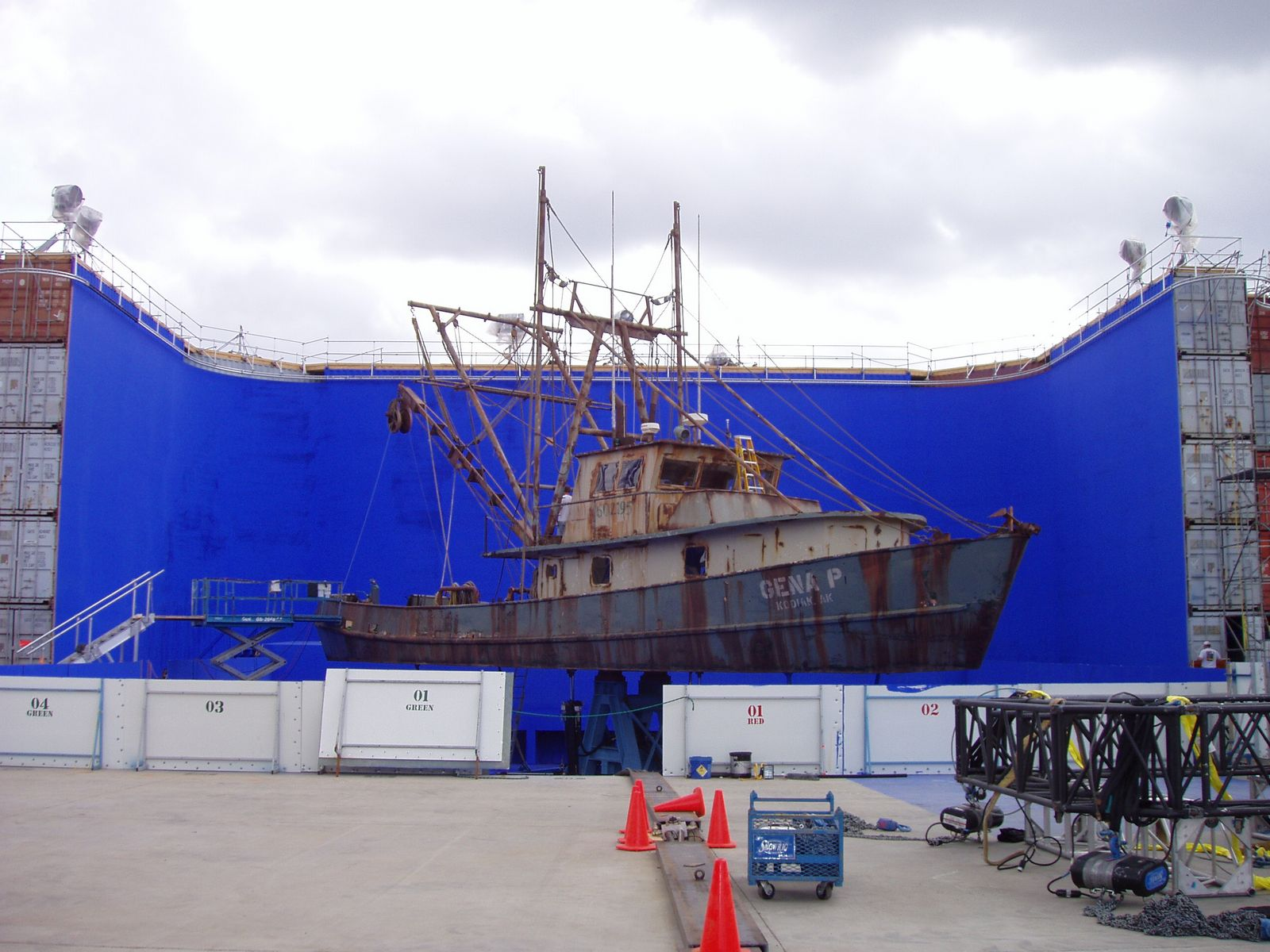
守護神 (映画)の撮影に使われた船舶の模型。背景にブルーバックを使用している

ブルーバックは、合成に用いる映像素材を撮影する際に、青い布などの背景を用いる技術。また、その青い布などを用いて作られた背景。青い背景（ブルーバック）の前で人物などを撮影し、ブルーの部分に別に用意された背景を合成する。
1956年（昭和31年）、『白夫人の妖恋』（東宝）で、特技監督の円谷英二により日本映画界で初めてこの合成手法が用いられた。

### フィルムでのブルーバック合成
ブルーバック合成の歴史は古く、モノクロフィルムによって映画が撮影されていた時代に遡る。ブルーに対する感度が鈍いフィルムを使って撮影をすると、ブルーの部分が真っ暗に写る。そのフィルムを適正な露出でリスフィルム（超硬調のフィルム）に転写するとブルーの部分とそれ以外の部分とを区別するマスクを作ることができる。それらの素材をオプティカルプリンターを使って光学合成を行い、ブルーの部分に別の映像をはめこんで合成する。
カラーフィルムの普及後もブルーバック合成は使われ続けた。その手法は以下のようなものであった。
1. ブルースクリーンの前にリンゴを置いて撮影したとする。
2. 撮影したカラーポジフィルムを、青の補色である黄色フィルターを使って（実際は赤色を使った）オプティカルプリンターで撮影する。この際用いるフィルムはオルソマチックタイプのハイコントラスト・モノクロフィルムである。これによって露光、現像されたフィルムは「スヌケ（透明）背景+ネガ像」状態となる。
3. 次に撮影したカラーネガフィルムを、青フィルターを使ってハイコントラスト・モノクロ・フィルムに露光する。これによって「スヌケ（透明）背景+ポジ像」ハイコントラストフィルムが完成する。
4. (2)と(3)で作成したハイコントラスト・モノクロ・フィルムを2枚重ねると、両者背景はスヌケ（透明）で、リンゴだけの雄（凸＝オス）マスクが出来上がる。これを適切な露出で撮影すると、リンゴの雌（凹＝メス）マスクが作成される。またこのマスクをネガポジ反転することで背景だけが透けたオスマスク（透明背景にリンゴのシルエット状態）が出来上がる。
5. 1. (a)まずカメラに近いプロジェクターにオスマスクを掛け、カメラから遠いプロジェクターに下画（したえ）のマスターポジを掛け撮影する。【もし撮影されたフィルムをこの時点で現像してみれば、リンゴの部分だけが黒くなっているはずである。リンゴ部分は未露光であるから。】
  2. (b)カメラ内のフィルムを巻き戻す。
  3. (c)下画（したえ）のマスターポジを外し、メスマスクを装着する。その際に上下左右、大きさを適切に合わせておかないと、マスクズレが発生する。<この部分が一番難しい。
  4. (d)手前のオスマスクを外し、中画（なかえ＝この場合リンゴ）のマスターポジを装着する。
  5. (e)メスマスクは動かさずに、リンゴのマスターポジの位置を微調整する。合っていたら撮影することでリンゴと背景が合成されたフィルムが出来上がる。

なお、マスクの作成には上記のようにブルースクリーンを使う以外に、ナトリウムランプを使用した「ソジウム・プロセス」（映画『メリー・ポピンズ』など）、手書きのハンドマスクを用いるもの、モーションコントロールカメラとミニチュアを用いる手法などがある。

### ビデオ・デジタル処理でのブルーバック合成

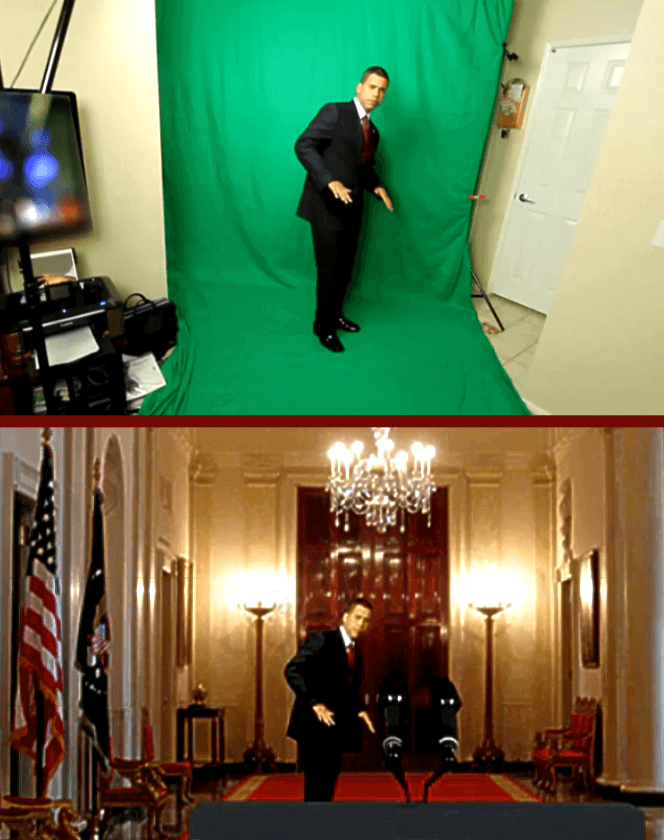
グリーンバックと出演者（上段）
ホワイトハウス室内に合成後（下段）

ビデオの世界では、ブルーバック合成とは呼ばず、たいていはクロマキー合成と呼ぶが、アナログ時代ならいざ知らず、クロマ信号でキーイングする事は少なく、実際にはUltimatte、Primatte Keyer、Keylightなどと呼ばれるキーヤーで合成用のトラベリングマットを生成する。背景にブルーが使われることが多いのは、フィルムプロセスで一番実現性の高い色であったのと、肌の色が補色の関係（特に黄色人種）にある事が大きい。
グリーンバックも最近よく見かけるが、ライティングの光量がブルーほど要らない為に非常に大きな背景の場合にはグリーンの方が有利である。また、白人はマゼンタの成分を持つ肌色のため、補色であるグリーンが使われる場合もある。ブルーとグリーンのどちらにするかは、撮影する人物の「服装」により使い分けられることが多い。
ブルーやグリーンの回り込み（スピル）はアナログ時代では非常にやっかいな現象で、補色の関係にあるライトを当てて消したり、カラーセパレーション（色分解）した段階でカブリを除去するなどしていたが、どの方法も決定的な解決法ではなかった。Primatte Keyerはこの問題をカブリ分を別マスクにしてその部分に背景素材をぼかして被写体に重ねることで、合成時のなじみが格段に改善され、合成であることが観客に全く気付かれない所まで仕上げることが可能になってきた。
アナログ時代には考えられなかった事だが、被写体にわざと多量の背景色の色カブリを起こさせて撮影する場合もある。
撮影現場の費用が非常に高価なハリウッドなどの映画では、背景にブルーやグリーンを立てる手間と時間の費用と配役のギャラを考えると、そのまま撮影して、ポストプロで多くの人間が手作業で一定期間掛けて移動マスクを作る方が安い場合も多々ある。さらにリアルタイム3DCG表示技術の進歩により、カメラ位置に連動してCG背景を映写する巨大なスクリーンの前で直接役者の演技を撮影し、合成プロセスそのものを不要にする「バーチャルプロダクション」が実用レベルになり、専用スタジオも登場している。